# غمند
غمند هي قرية في مقاطعة هريس، إيران. عدد سكان هذه القرية هو 924 في سنة 2006.